# Diarthrodes novaezealandiae
Diarthrodes novaezealandiae är en kräftdjursart som beskrevs av Thompson 1883. Diarthrodes novaezealandiae ingår i släktet Diarthrodes och familjen Thalestridae. Inga underarter finns listade i Catalogue of Life.